# 上巴爾姆

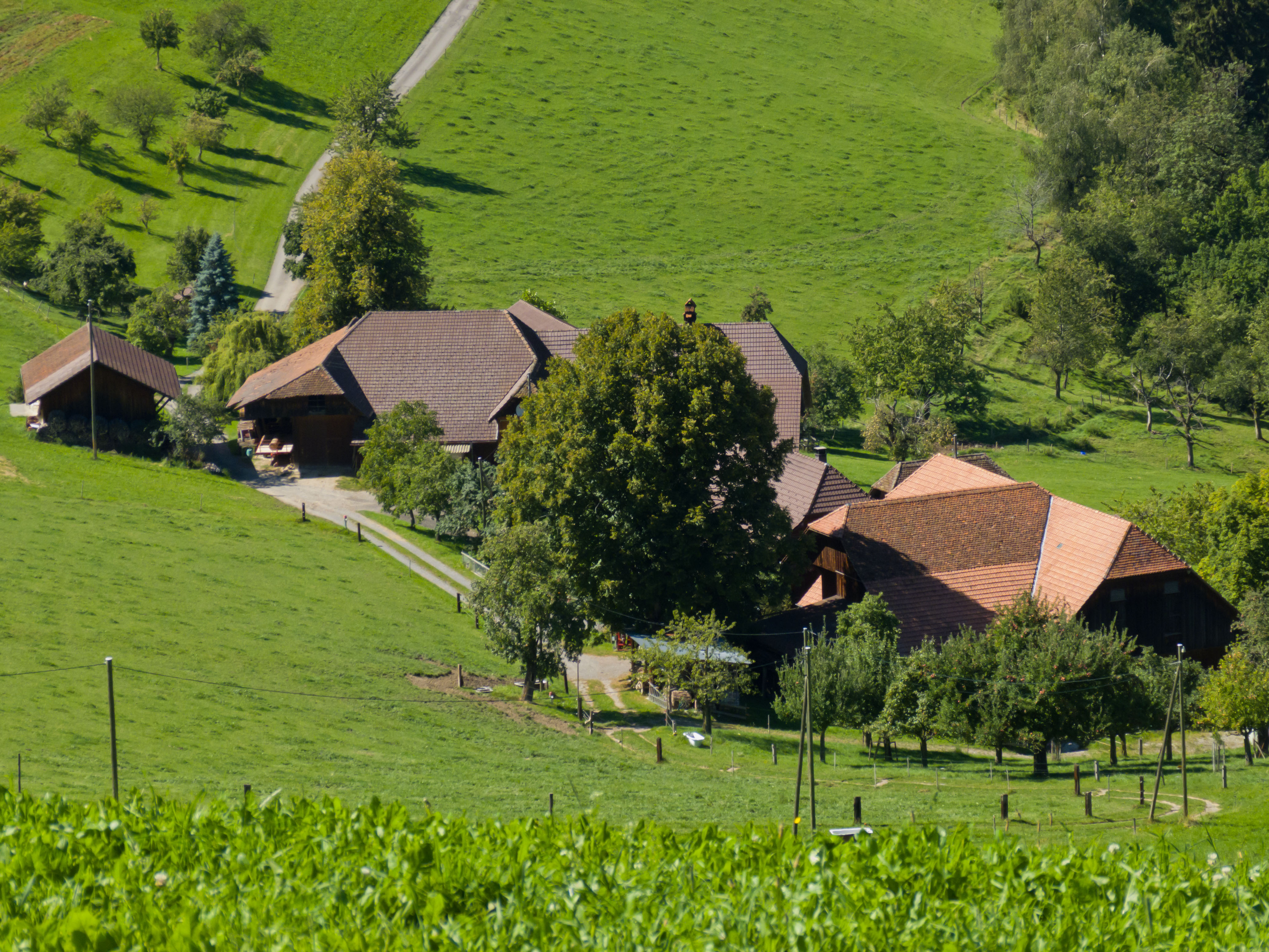

上巴爾姆是瑞士的城鎮，位於該國中西部，由伯恩州負責管轄，面積12.41平方公里，海拔高度821米，2011年人口868，八成人口信奉基督教，人口密度每平方公里70人。